# Nowosiółki (rejon kowelski)
Nowosiółki – wieś na Ukrainie, w obwodzie wołyńskim, w rejonie kowelskim. W 2022 roku liczyła 300 mieszkańców.
Do 2020 w rejonie turzyskim.